# Thomas Arnoldner

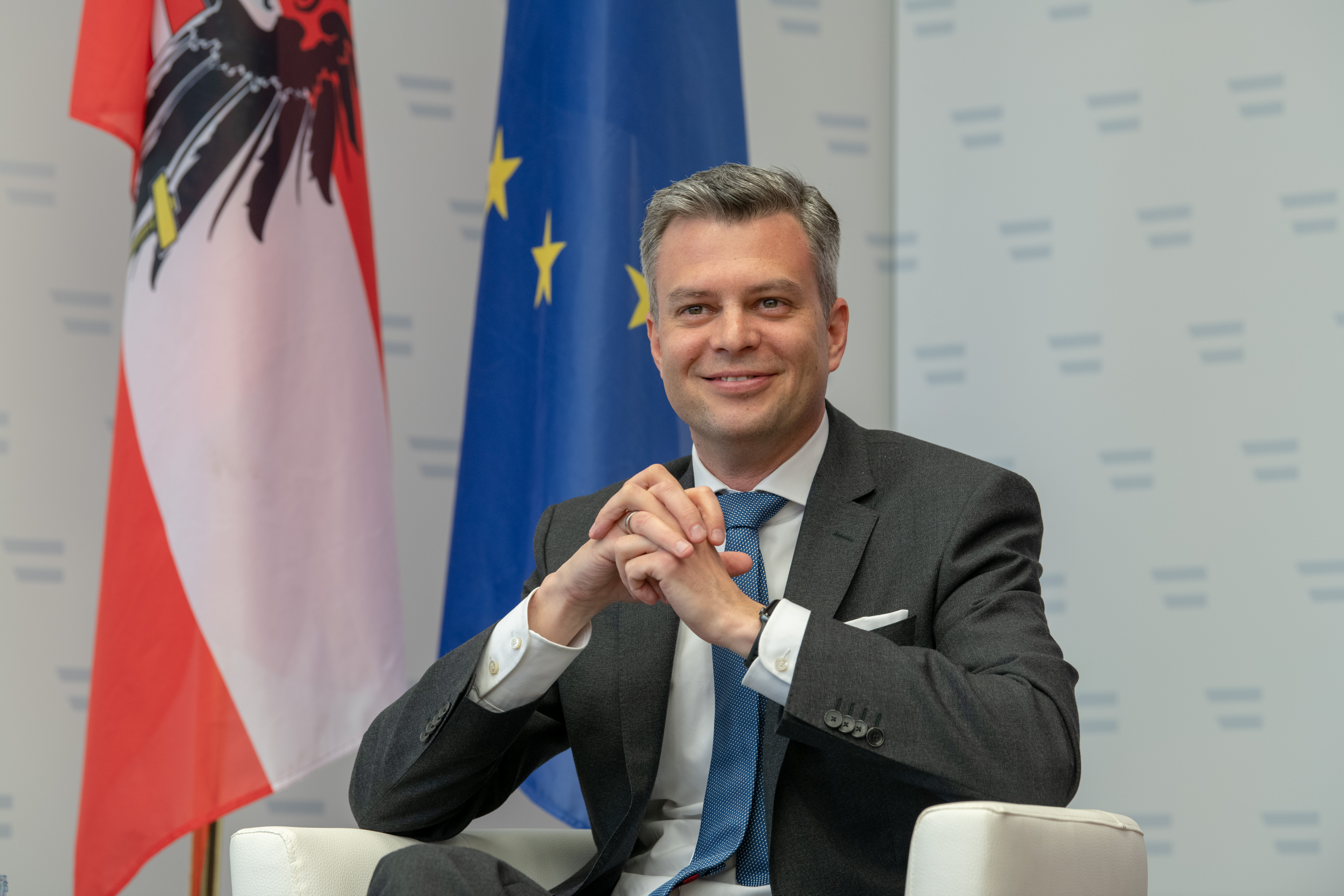
Thomas Arnoldner (2019)

Thomas Arnoldner (* 26. Oktober 1977 in Wien) ist ein österreichischer Manager. Von 1. September 2018 bis 31. August 2023 war Arnoldner Chief Executive Officer (CEO) der A1 Telekom Austria Group. Seit 1. September 2023 ist er Deputy CEO der A1 Telekom Austria Group.

## Leben
Thomas Arnoldner studierte nach dem Schulbesuch Betriebswirtschaftslehre an der Wirtschaftsuniversität Wien und an der Stockholm School of Economics, das Studium schloss er 2005/06 als Magister mit einer Arbeit über Die Governance politischer Parteien ab. Im Jahr 1995 wurde er Mitglied der katholischen Schülerverbindung K.Ö.St.V. Thuringia zu Wien im MKV sowie im Jahr 1997 der katholischen Studentenverbindung K.Ö.St.V. Nibelungia zu Wien im ÖCV.
2003 begann er seine berufliche Laufbahn bei Alcatel Austria, wo er 2013 den Vorstandsvorsitz der Alcatel-Lucent Austria AG übernahm.
Ab 2015 war er im Rahmen der Übernahme von Alcatel-Lucent durch Nokia Teil des Integrationsteams und für die Entwicklung der europäischen Marktstrategie des kombinierten Unternehmens verantwortlich. Außerdem war er für die europäische Wachstumsstrategie von Nokia in den Bereichen Smart City, National Broadband Programs und Public Safety zuständig. Ab März 2017 war er neben Peter Lenz Geschäftsführer der T-Systems Austria für Verkauf und Service.
Die Nominierung von Thomas Arnoldner zum CEO der A1 Telekom Austria Group wurde am 19. April 2018 bekanntgegeben, die Bestellung durch den Aufsichtsrat mit 1. September 2018 erfolgte am 26. Juli 2018. Der Vertrag wurde zunächst bis 31. August 2021 abgeschlossen, mit einer Verlängerungsoption bis 31. August 2023. Als CEO löste er den vom mexikanischen Mehrheitseigentümer Carlos Slim nominierten Alejandro Plater ab, der als Chief Operating Officer (COO) im Vorstand blieb. Die Republik Österreich nahm damit ihr im Telekom-Syndikatsvertrag eingeräumtes Recht wahr, den CEO des Konzerns zu besetzen. Laut dem Aktionärspakt darf die Österreichische Bundes- und Industriebeteiligungen (ÖBIB) den Vorstandsvorsitzenden und den Aufsichtsratschef stellen. Mit 15. Mai 2019 wurde er auch Aufsichtsratsvorsitzender der operativen Tochtergesellschaft A1 Telekom Austria.
Ab 2001 war er unter Silvia Fuhrmann Bundesobmann-Stellvertreter der Jungen Volkspartei (JVP). Außerdem war er Bezirksobmann und Landesobmannstellvertreter in Wien. Bei der Nationalratswahl in Österreich 2006 kandidierte er auf der Bundesliste für die ÖVP. Arnoldner war Mitglied im Vorstand der Industriellenvereinigung (IV) Wien. Seit Jänner 2019 ist er Präsident des Management Clubs,  einer österreichweiten Plattform für Manager, Führungskräfte, Experten und politische Entscheidungsträger.
Im Mai 2023 wurde vom Aufsichtsrat der A1 Group die Verlängerung seines Vorstandsvertrages um drei Jahre inkl. Verlängerungsoption um weitere 2 Jahre beschlossen, seit 1. September 2023 ist Alejandro Plater Vorstandsvorsitzender und Thomas Arnoldner stellvertretender Vorstandsvorsitzender.
Aus der Ehe mit der ÖVP-Politikerin Bernadette Arnoldner stammen zwei gemeinsame Kinder.